# Vedette (casa discografica)
La Vedette è stata una casa discografica italiana, attiva dal 1962 al 1986.

## Storia
La Vedette viene fondata dal maestro Armando Sciascia, violinista e direttore d'orchestra abruzzese, nel 1962, con sede in via San Paolo 34 a Milano, spostata a Rozzano negli anni settanta. La distribuzione dei supporti viene affidata alla Ri-Fi e le registrazioni vengono effettuate a Cologno Monzese, in uno dei due studi che facevano parte di Cinelandia (acquisiti negli anni ottanta da Mediaset).
Tra i collaboratori che Sciascia coinvolge nel progetto personaggi quali Francesco Anselmo, musicista torinese divenuto direttore artistico e arrangiatore di quasi tutto il repertorio della casa discografica, e Romana Garassini a cui viene affidata la responsabilità dell'Ufficio Stampa. Mentre il responsabile delle vendite della Vedette era il napoletano Dino Buonocore, fratello del cantautore Nino.
Dopo le prime stampe di dischi di musica orchestrale easy listening, la Vedette decide di entrare nel mercato giovanile mettendo sotto contratto artisti del filone beat, come Gian Pieretti, i Pooh e, soprattutto, l'Equipe 84.
Sciascia firma personalmente molte canzoni di autori della sua casa discografica che non erano iscritti alla SIAE, utilizzando lo pseudonimo di Pantros (per i testi) e di Henri Tical (per le musiche). Alcune musiche invece venivano firmate dal maestro Anselmo che a volte utilizzava lo pseudonimo di Selmoco. Solo di recente, agendo per vie legali e affrontando anche lunghi processi, alcuni artisti sono ritornati in possesso dei diritti d'autore e questo spiega, ad esempio, perché le ristampe delle canzoni dei Pooh del periodo Vedette ora siano firmate da Negrini e Facchinetti, mentre i dischi originali abbiano le firme di Pantros, Tical o Anselmo.
In quel periodo viene fondata, sempre da Sciascia e di proprietà della Vedette, così una sottoetichetta, la Fox, destinata a pubblicare i dischi dei gruppi beat al soldo della casa madre. E la Vedette cura inoltre la distribuzione di case discografiche di cui non è però proprietaria, come ad esempio la Play Records, fondata dal maestro Virgilio Panzuti (titolare, insieme al fratello Dante, paroliere con lo pseudonimo Danpa, delle Edizioni musicali Cielo).
Alla fine del decennio Sciascia, durante il doppiaggio di una pubblicità televisiva, conosce Virgilio Savona (Quartetto Cetra) che gli propone di ampliare il campo d'azione della Vedette, creando una sezione popolare-politica simile a quella dei Dischi del Sole: Sciascia si convince e decide di creare due sottoetichette, la Albatros, specializzata in musica folk, e la Dischi dello Zodiaco, assumendo come direttore artistico proprio Savona, che conferisce alla casa discografica le caratteristiche di una vera e propria collana popolare-politica destinata a pubblicare in seguito i dischi di gruppi e solisti appartenenti alla corrente della Nueva Canción Chilena come gli Inti-Illimani, i Quilapayún e il cantautore Víctor Jara, oltre a vari altri artisti italiani e stranieri.
Vengono inoltre create le sottoetichette: WayOut, che pubblicherà tra gli altri i dischi del gruppo bolognese Canzoniere delle Lame; Ars Nova, destinata alla musica classica con una particolare attenzione alla musica antica; Phase 6 Super Stereo, dedicata esclusivamente alla musica d'atmosfera, che pubblicherà dischi di molti musicisti noti come il chitarrista Bruno Battisti D'Amario, il trombonista jazz Mario Pezzotta e l'orchestra di Francesco Anselmo e che, a differenza delle altre, ebbe una numerazione di catalogo propria per gli album (ma non per i 45 giri, che seguirono la numerazione normale).
Nel 1975 il nome della casa discografica muta in Editoriale Sciascia, e nel decennio successivo nuovamente in I.M.I.
A metà degli anni ottanta Sciascia decide di ritirarsi, lasciando l'azienda al figlio Sergio, che però preferisce concludere un accordo per la cessione dei cataloghi con la Errebiesse.
Uno degli ultimi lavori importanti pubblicati, in congiunzione con la Pull, fu l'album Zingari (1989) de Il Giardino dei Semplici.

## Sottoetichette
- Fox: destinata alla musica beat.
- Phase 6 Super Stereo: musica easy listening e colonne sonore.
- Albatros: musica popolare ed etnica.
- I Dischi dello Zodiaco: musica popolare-politica (in particolar modo, sudamericana) e christian rock.
- WayOut: musica politica italiana.
- Ars Nova: musica classica, in particolar modo antica e barocca.
- Quadrifoglio International: serie economica di musica pop, folk e classica.
- Scacco Matto: serie economica di ristampe di artisti del catalogo Vedette (anni '80).
- I.M.I.

## Discografia
Nota sulla catalogazione: la V iniziale sta per Vedette, la M per Mono; la S presente in alcuni dischi (come Contrasto dei Pooh o Se vuoi un consiglio di Gian Pieretti) sta per Stereo, poiché furono album pubblicati in entrambe le versioni.
A partire dal 1969 la sigla verrà uniformata in VPA (usata comunque già in precedenza), per essere poi nuovamente cambiata a partire dalla fine del 1978 in MLP. Con questa sigla saranno catalogati anche i dischi Albatros e I Dischi dello Zodiaco, che seguiranno la numerazione della casa madre.

### 33 giri (catalogazione VLP)
Questa catalogazione fu usata dalla Vedette per le prime emissioni
| Numero di catalogo | Anno | Interprete       | Titoli                |
| ------------------ | ---- | ---------------- | --------------------- |
| VLP 36511          | 1962 | Armando Sciascia | Conversazioni in jazz |

### 33 giri (catalogazione VRM)
Questa catalogazione era usata dalla Vedette per le stampe di dischi esteri
| Numero di catalogo | Anno          | Interprete      | Titoli                  |
| ------------------ | ------------- | --------------- | ----------------------- |
| VRMS 320           | 1967          | Arthur Lyman    | L'uccello giallo        |
| VRMS 329           | 1967          | Harry Zimmerman | Big dixie               |
| VRMS 334           | 1967          | Lando Fiorini   | Roma sei sempre tu      |
| VRMS 341           | 1967          | Dan & Dale      | Musica tra cielo e mare |
| VRMS 349           | 1967          | The Warren J.5  | Rhythm & blues          |
| VRMS 357           | 1967          | Gian Pieretti   | Se vuoi un consiglio    |
| VRMS 358           | 5 luglio 1968 | Pooh            | Contrasto               |
| VRMS 366           | 1969          | Lelio Luttazzi  | We Love Lelio Luttazzi  |

### 33 giri (catalogazione VRM 36)
| Numero di catalogo | Anno           | Interprete                    | Titoli                             |
| ------------------ | -------------- | ----------------------------- | ---------------------------------- |
| VRM 36004          | 1965           | The Tornadoes e The Downbeats | Balliamo al sole                   |
| VRM 36009          | 1965           | Roy Orbison                   | The Exciting Sounds Of Roy Orbison |
| VRM 36015          | 1966           | Armando Sciascia              | Tre colpi di Winchester per Ringo  |
| VRM 36020          | 1966           | Arthur Lyman                  | L'uccello giallo                   |
| VRM 36033          | 8 ottobre 1966 | Pooh                          | Per quelli come noi                |

### 33 giri - Catalogazione VPA
| Numero di catalogo | Anno           | Interprete                 | Titoli                            |
| ------------------ | -------------- | -------------------------- | --------------------------------- |
| VPA 8051           | 1965           | Equipe 84                  | Equipe 84                         |
| VPA 8078           | 1968           | Giorgio Gaber              | Sai com'è                         |
| VPA 8079           | 1968           | Rhinoceros                 | Rhinoceros                        |
| VPA 8083           | 20 maggio 1969 | Pooh                       | Memorie                           |
| VPA 8094           | 1969           | Hana Roth                  | I canti del popolo ebraico        |
| VPA 8102           | 1969           | Rhinoceros                 | Satin Chickens                    |
| VPA 8103           | 1970           | Bread                      | Bread                             |
| VPA 8109           | 1970           | The Doors                  | Morrison Hotel                    |
| VPA 8134           | 1972           | Panna Fredda               | Uno                               |
| VPA 8162           | 1972           | Metamorfosi                | ...e fu il sesto giorno           |
| VPA 8166           | 1972           | Franco Nebbia              | L'amore è una cosa pericolosa     |
| VPA 8167           | 1972           | Lando Fiorini              | Roma ieri e oggi                  |
| VPA 8168           | 1973           | Metamorfosi                | Inferno                           |
| VPA 8169           | 1972           | Lakis, Costakis e Zambetas | Bouzouki. Pireo di notte          |
| VPA 8177           | 1973           | Marco Jovine               | Noi                               |
| VPA 8179           | 1973           | Tullio De Piscopo          | Suonando la batteria moderna      |
| VPA 8193           | 1974           | Gilnockie Highlanders      | Le celebri cornamuse scozzesi     |
| VPA 8194           | 1974           | Fiorenzo Carpi             | Simona. Colonna musicale del film |
| VPA 8212           | 1974           | Lando Fiorini              | Roma ruffiana                     |
| VPA 8220           | 1974           | Michele L. Straniero       | Coi conforts della religione      |
| VPA 8221           | 1974           | Dania                      | Son sempre io la donna            |
| VPA 8228           | 1975           | Michele L. Straniero       | Quand'ero monaca                  |
| VPA 8238           | 1975           | Lando Fiorini              | A Roma è sempre primavera         |
| VPA 8239           | 1975           | Lando Fiorini              | Souvenir di Roma                  |
| VPA 8328           | 1976           | Lando Fiorini              | Souvenir di Roma                  |
| VPA 8330           | 1976           | Cedar Walton               | In Greenwich village              |
| VPA 8333           | 1976           | Luciano Biasutti           | Blue Bone                         |
| VPA 8334           | 1977           | Giorgio Buratti            | Homo Sapiens?                     |
| VPA 8335           | 1977           | I Cadmo                    | Boomerang                         |
| VPA 8336           | 1977           | Milano Jazz Gang           | To Satchmo With Respect           |
| VPA 8336           | 1977           | Valdambrini-Piana Quintet  | Afrodite                          |
| VPA 8342           | 1977           | Gruppo romano free jazz    | Gruppo romano free jazz 1966-67   |
| VPA 8359           | 1977           | Albert Heath               | Oops!                             |
| VPA 8375           | 1977           | Sam Rivers e Mario Schiano | Rendez-Vous                       |

### 33 giri - Catalogazione MLP
| Numero di catalogo | Anno | Interprete     | Titoli                     |
| ------------------ | ---- | -------------- | -------------------------- |
| MLP 5551           | 1978 | Miro           | Real life games            |
| MLP 5554 (Zodiaco) | 1978 | Inti Illimani  | Canto per un seme (elegia) |
| MLP 5560           | 1979 | Miro           | Ambiguità                  |
| MLP 5561           | 1979 | Franco Dani    | E ti svegli con me         |
| MLP 5562           | 1979 | Azoto          | Disco fizz                 |
| MLP 5563           | 1979 | Lando Fiorini  | Noantri                    |
| MLP 5564           | 1980 | Le Piccole Ore | Solo per te Lucia          |

### 33 giri - Catalogazione VRMLP
| Numero di catalogo | Anno | Interprete                     | Titoli                   |
| ------------------ | ---- | ------------------------------ | ------------------------ |
| VRMLP 101          | 1987 | Reynaldo Meza Y Los Paraguayos | Fantasia Tropical        |
| VRMLP 102          | 1988 | Giuseppe Di Stefano            | Dedicato a te... mamma   |
| VRMLP 114          | 1989 | Reynaldo Meza Y Los Paraguayos | Da Bahia a Santo Domingo |

### EP
| Numero di catalogo | Anno | Interprete                                           | Titoli |
| ------------------ | ---- | ---------------------------------------------------- | --- |
| VVE 5502           | 1961 | Aliki Andris con Armando Sciascia e la sua Orchestra | Quattro motivi da films: Il mondo di Suzie Wong-I magnifici sette-Il buio in cima alle scale-Gli spostati |
| VVE 5506           | 1962 | Artisti vari                                         | Twist - Dalla colonna sonora del film "Tropico di notte"                                                  |

### 45 giri
Elenco che comprende anche i 45 giri su etichetta Phase 6 Super Stereo e I Dischi Dello Zodiaco, poiché seguivano la numerazione della casa madre.
| Numero di catalogo  | Anno              | Interprete                                  | Titoli                                                           |
| ------------------- | ----------------- | ------------------------------------------- | ---------------------------------------------------------------- |
| VV 3605             | 1961              | Armando Sciascia                            | Calcutta/Czardas                                                 |
| VV 3606             | 1961              | Armando Sciascia                            | Ballata italiana/Good Night                                      |
| VV 3607             | 1961              | Aliki Andris                                | Stringimi di più/Straniera innamorata                            |
| VV 3620             | 1962              | Orchestra Peter Hamilton                    | Angeli in parata/Tropic samba                                    |
| VV 3623             | 1962              | Armando Sciascia                            | Tiger twist/Bla bi chuca                                         |
| VV 3627             | 1962              | The Pinto Varez Band                        | Golden twist/Broken promises                                     |
| VV 3637             | 1962              | Armando Sciascia                            | Salomè/Fox delle gogolettes                                      |
| VV 3638             | 1962              | Joe Di Bruno                                | Napoleone twist/Bha bha twist                                    |
| VV 3641             | 1962              | Enrico Riccardi                             | Il divano/Le donne chic                                          |
| VV 3642             | 1962              | Enrico Riccardi                             | Il chiodo/Vorrei                                                 |
| VV 3643             | 1962              | Armando Sciascia                            | Streap Tango/Fiesta en Madrid                                    |
| VV 3645             | 1962              | Pippo Caruso e i Nubel's                    | Zio Marmita/Breve come un sospiro                                |
| VV 3649             | 1962              | Armando Sciascia                            | Figaro twist/Swing rapsody                                       |
| VV 3653             | 1962              | Armando Sciascia                            | La danza delle spade/Afro mood                                   |
| VV 3655             | 1963              | Armando Sciascia                            | The mad madison/Madison bounce                                   |
| VV 3656             | 1963              | Armando Sciascia                            | Fedra/Flappers' 62                                               |
| VV 3659             | 28 novembre 1962  | Armando Sciascia                            | The wishing star/Hatari!                                         |
| VV 3663             | 1963              | Armando Sciascia                            | Telstar / 4/0 (Poeta e contadino)                                |
| VVN 33074           | 1963              | Perry                                       | Perduto amor/Uno strano ragazzo                                  |
| VVN 33078           | 1964              | Adriano Barrì                               | A che serve soffrire/Adesso cosa farai                           |
| VVN 33079           | 1964              | Gian Pieretti                               | Ciao (mai più la vedrò)/C'era un bel sole                        |
| VVN 33080           | 1964              | Adriano Barrì                               | Se t'accorgi che sei sola/Non mi vede neanche                    |
| VVN 33081           | 1964              | Equipe 84                                   | Papà e mammà/Quel che ti ho dato                                 |
| VVN 33084           | 1964              | Gian Pieretti                               | Aiutami tu (santa Maria)/Senza te                                |
| VVN 33090           | 1965              | Equipe 84                                   | Ora puoi tornare/Prima di cominciare                             |
| VVN 33091           | 1965              | Gian Pieretti                               | Michela/Io so già                                                |
| VVN 33094           | 1965              | Valentino                                   | Una festa triste/Senza nostalgia                                 |
| VVN 33095           | 1965              | Tina Forleo                                 | La luna nel rio/Verrò da te                                      |
| VVN 33096           | 1965              | Corsairs                                    | Ho deciso/Dimmi se                                               |
| VVN 33097           | 1965              | Equipe 84                                   | Notte senza fine/Se credi a quello che...                        |
| VVN 33101           | 1965              | Equipe 84                                   | La fine del libro/Cominciamo a suonar le chitarre                |
| VVN 33102           | 1965              | Nevil Cameron                               | Ed ora vai/Forse.....domani                                      |
| VVN 33103           | 1966              | Raf Belmonte                                | Come potrò/La nostra storia                                      |
| VVN 33104           | 1966              | Equipe 84                                   | Sei già di un altro/La den da da                                 |
| VVN 33105           | 1966              | Equipe 84                                   | Un giorno tu mi cercherai/L'antisociale                          |
| VVN 33106           | 1966              | Pooh                                        | Vieni fuori/L'uomo di ieri                                       |
| VVN 33107           | 1966              | Armando Sciascia                            | Tre colpi di Winchester/Occhi spenti                             |
| VVN 33108           | 1966              | Raf Belmonte                                | Era un ragazzo/T'amo sempre di più                               |
| VVN 33112           | 1966              | Equipe 84                                   | Mi fa bene/Good-bye My Love                                      |
| VVN 33113           | 1966              | Gian Pieretti                               | Il vento dell'est/Tutto al suo posto                             |
| VVN 33114           | 1966              | Pooh                                        | Bikini beat/Quello che non sai                                   |
| VVN 33118           | 1966              | Roby Crispiano                              | Uomini uomini/Solo io e te                                       |
| VVN 33119           | 1966              | Dino Prota                                  | Lacreme d'autunno/Fuoco lento                                    |
| VVN 33121           | 1966              | Pooh                                        | Brennero 66/Per quelli come noi                                  |
| VVN 33123           | 1966              | Roby Crispiano                              | Quando ritorno al mio paese/Il messaggio                         |
| VVN 33124           | 1966              | The Gilly Black Band                        | Winchester cathedral/The Appaloosa                               |
| VVN 33125           | 1966              | Cesco Anselmo                               | Karthoum/Un uomo una donna                                       |
| VVN 33126           | 1966              | Tina Polito                                 | Piangi cerca e ridi/I 5 orsacchiotti                             |
| VVN 33128           | 14 dicembre 1966  | Rebecca & C                                 | Miss Ann/Piove sul mondo                                         |
| VVN 33129           | 1967              | Gian Pieretti                               | Pietre/Via con il tempo                                          |
| VVN 33133           | 1967              | The Warren J.5                              | Sto con te/Se hai qualcosa da dire                               |
| VVN 33135           | 1967              | Gian Pieretti                               | Julie 367.008/L'uomo senza forza                                 |
| VVN 33136           | 1967              | Roby Crispiano/Pooh                         | A piedi scalzi/Nel buio                                          |
| VVN 33137           | 1967              | Roby Crispiano                              | A piedi scalzi/Se potessi essere il vento                        |
| VVN 33138           | 1967              | Pooh                                        | Nel buio/Cose di questo mondo                                    |
| VVN 33140           | 1967              | Tina Polito                                 | Da quel giorno/Cammini                                           |
| VVN 33141           | 1967              | Pooh/Roby Crispiano                         | Cose di questo mondo/Se potessi essere il vento                  |
| VVN 33143           | 1967              | Raf Belmonte                                | Vai oltre le montagne/Lasciami in pace                           |
| VVN 33144           | 1967              | Cuccioli                                    | Tu non sai/La strada che cerco                                   |
| VVN 33146           | 1967              | Gian Pieretti                               | Io sono tanto triste/Strade bianche                              |
| VVN 33147           | 1968              | Alida Ferrarini                             | Il cacciatore/Un giorno ti dirò                                  |
| VVN 33148           | 1968              | Pooh                                        | In silenzio/Piccola Katy                                         |
| VVN 33149           | 1968              | Roby Crispiano                              | Una strada ci sarà/La corda                                      |
| VVN 33150           | 1968              | Pooh/The Doors                              | Piccola Katy/Love me two times                                   |
| VVN 33151           | 1968              | Roby Crispiano                              | L'aria d'oro/La corda                                            |
| VVN 33152           | 1º aprile 1968    | Giorgio Gaber                               | Torpedo blu/C'era una volta un clan                              |
| VVN 33153           | 1968              | Don Miko                                    | Le tue favole/I cavalli neri                                     |
| VVN 33155           | 11 settembre 1968 | Lelio Luttazzi                              | El can de Trieste/L'ottimista                                    |
| VVN 33157           | 1968              | Giorgio Gaber                               | Goganga/Il truccamotori                                          |
| VVN 33159           | 1968              | Pooh                                        | Buonanotte Penny/Il tempio dell'amore                            |
| VVN 33160           | 1968              | Pooh/Giorgio Gaber                          | Buonanotte Penny/Ma pensa te                                     |
| VVN 33169           | 1968              | Lelio Luttazzi                              | Ritorno a Trieste/Co' son lontan de ti Trieste mia               |
| VVN 33170           | 1969              | Pooh                                        | Mary Ann/E dopo questa notte                                     |
| VVN 33171           | 1969              | Donatella                                   | Papà fammi cantare con te/Sono ancora innamorata                 |
| VVN 33172           | 1969              | Don Miko                                    | Quando l'amore se ne va/Cade il mondo                            |
| VVN 33173           | 1969              | Elisabetta                                  | Un battito sì, un battito no/Dicono che                          |
| VVN 33175           | 1969              | Lelio Luttazzi                              | Sono tanto pigro/Il male oscuro                                  |
| VVN 33176           | 1969              | L'Arca di Noè                               | Io e il vagabondo/La bambina di piazza Cairoli                   |
| VVN 33178           | 1969              | Nuovi Chiodi                                | Canta e balla/Il tuo viso                                        |
| VVN 33179           | 1969              | Gruppo 3                                    | Bella/Ed io non so perché                                        |
| VVN 33182           | 1969              | Pooh                                        | Goodbye madama Butterfly/Un minuto prima dell'alba               |
| VVN 33188           | 1970              | Anna Bardelli                               | Ma dove vai vestito di blu?/Vieni qui                            |
| VVN 33190           | 1970              | Free Love                                   | Sandy/Il tempo di pietra                                         |
| VVN 33196           | 1970              | Renzo e Virginia                            | Zan zan/I 10 comandamenti dell'amore                             |
| VVN 33197           | 1970              | Soluzione due                               | Fulminato/Quel tram numero tale                                  |
| VVN 33200           | 1970              | Panna fredda/Pooh                           | E' la mia vita/Otto rampe di scale                               |
| VVN 33212           | 1971              | Nando Gazzolo                               | Dimmi ancora "Ti voglio bene"/La bamba                           |
| VVN 33213           | 1971              | Mauro Nuti                                  | Io che ho sbagliato/Come vorrei                                  |
| VVN 33214 (Phase 6) | 1971              | Leonie Grace e Dorsey Dodd                  | Here's to you/Djamballà                                          |
| VVN 33218           | 1971              | Guido Renzi                                 | Buonanotte amore/Bella di giorno                                 |
| VVN 33224           | 1971              | Azoto (sul lato A)/Franco Dani (sul lato B) | San Salvador/E ti svegli con me                                  |
| VVN 33237           | 1972              | Guido Renzi                                 | Così/Qui nel buio                                                |
| VVN 33238           | 1972              | Alvaro Guglielmi                            | Luna quadrata/Sarai importante                                   |
| VVN 33245           | 1972              | Canzoniere delle Lame                       | Per i morti di Reggio Emilia/Oltre il ponte                      |
| VVN 33254           | 1973              | I Palladium                                 | Fogli di un diario/Welcome By...                                 |
| VVN 33258           | 1975              | Sergio Farina                               | Guita Boogie/Limbo Rock                                          |
| VVN 33262           | 1975              | Lando Fiorini                               | Lella/Vorrei ave' du' ali                                        |
| VVN 33265 (Zodiaco) | 1975              | Quilapayún                                  | La batea/Tio caiman                                              |
| VVN 33271 (Zodiaco) | 1975              | Daisy Lumini                                | La storia dell'uomo ricco/Ninna nanna per un bambino del Vietnam |
| VVN 33285           | 1975              | Officina Meccanica                          | Amanti di ieri/Insieme al sole                                   |
| VVN 33283           | 1977              | Sergio Tidei                                | E pensare che eri tu/Ritratto di bambina                         |
| VVN 33298           | 1977              | Renato Di Bitonto                           | Milan maggetta/La macchina del tempo                             |
| VVN 33341           | 1977              | Gian Pieretti                               | Motocross/Ho portato la mia vita fin qui                         |
| VVN 33671           | 1975              | Peter Hamilton                              | Gonna high life/Aurora solitaria                                 |
| VVN 36280 (Zodiaco) | 1976              | Enzo Maolucci                               | Baradel/Omicidio e rapina                                        |
| VVN 36313 (Zodiaco) | 1979              | Enzo Maolucci                               | Bella generazione mia/Passione e follia                          |

### 45 giri - serie VVN-NP
| Numero di catalogo | Anno            | Interprete  | Titoli                              |
| ------------------ | --------------- | ----------- | ----------------------------------- |
| VVN-NP 33676       | 15 gennaio 1964 | Umberto Maj | La croce di un uomo/Ti prego, torna |

### 45 giri (catalogazione VRN e VRS)
Queste due catalogazioni erano usate dalla Vedette per le stampe di dischi esteri; tuttavia venne anche pubblicato qualche gruppo italiano, come The Five Lords
| Numero di catalogo | Anno             | Interprete                            | Titoli                                                                              |
| ------------------ | ---------------- | ------------------------------------- | ----------------------------------------------------------------------------------- |
| VRS 34020          | 1964             | Sandy Lynn                            | Anyone who had a heart (Tutti quelli che hanno un cuore)/I only want to be with you |
| VRS 34021          | 1964             | Clark Dale & The Tighers              | Hooka Tooka/Um, Um, Um, Um, Um ,Um...                                               |
| VRS 34022          | 29 aprile 1964   | Tim Reynolds / Chet Avery             | Suspicion / My heart belongs to only you                                            |
| VRN 34034          | 3 settembre 1964 | The Five Lords                        | Johnny guitar/High noon                                                             |
| VRN 34050          | 1965             | The "Sleepwalk" Guitars Of Dan & Dale | Red Roses For A Blue Lady (Cento Rose)/Zorba Il Greco (Tema Del Pireo)              |
| VRN 34051          | 1965             | The Down Beats                        | I Saw Linda Yesterday/Chissà chissà chissà                                          |
| VRN 34054          | 1965             | The Five Lords                        | La playa/Ninna nanna triste                                                         |
| VRN 34055          | 1965             | The Five Lords                        | La vie en rose/Bella e fulgida                                                      |
| VRN 34056          | 1966             | Chad & Jeremy                         | Settembre sotto la pioggia/Yesterday's gone                                         |
| VRN 34057          | 1966             | The Five Lords                        | September song/La paloma                                                            |
| VRN 34063          | 1966             | Washington D.C.'s                     | Kisses Sweeter Than Wine/Where Did You Go?                                          |
| VRN 34072          | 1966             | Blue Dandies                          | Girl/Sha la la la lee                                                               |
| VRN 34076          | 11 marzo 1967    | Judy Collins                          | Crow on the cradle/Sing hallelujah                                                  |
| VRN 34078          | 1967             | The Jet Set                           | Ero l'attendente del kaiser/Blues for two                                           |
| VRN 34081          | 1967             | The Doors                             | Light My Fire/The Cristal Ship                                                      |
| VRN 34087          | 1968             | The Doors                             | Hello I Love You/Love Street                                                        |
| VRN 34088          | 1968             | Eclection                             | Nevertheless/Mark Time                                                              |
| VRN 34091          | 1969             | The Doors                             | Touch Me/Wild Child                                                                 |
| VRN 34093          | 1969             | The Doors                             | Whisful Sinful/Who Scared You                                                       |
| VRN 34095          | 1969             | The Doors                             | Tell All The People/Easy Ride                                                       |
| VRN 34098          | 1969             | The Doors                             | Runnin' Blue/Do It                                                                  |
| VRN 34104          | 1970             | Judy Collins                          | Both sides now/Hard lovin' loser                                                    |

### 45 giri (catalogazione VR)
Anche questa catalogazione era usata dalla Vedette per le stampe di dischi esteri.
| Numero di catalogo | Anno | Interprete      | Titoli            |
| ------------------ | ---- | --------------- | ----------------- |
| VR 24001           | 1962 | Los Pocos Locos | Un poco/Esperanza |

### 33 giri/CD
La sigla di catalogo era VRALP.
| Numero di catalogo | Anno | Interprete               | Titoli  |
| ------------------ | ---- | ------------------------ | ------- |
| VRALP 9336         | 1989 | Il Giardino dei Semplici | Zingari |